# Paul V. McNutt
Paul Vories McNutt, född 19 juli 1891 i Franklin i Indiana, död 24 mars 1955 i New York, var en amerikansk demokratisk politiker, diplomat och professor i juridik. Han var Indianas guvernör 1933–1937 och USA:s ambassadör i Filippinerna 1946–1947.
McNutt utexaminerades 1913 från Indiana University och avlade 1916 juristexamen vid Harvard Law School. Han var juridiska fakultetens dekanus vid Indiana University 1925–1933.
McNutt efterträdde 1933 Harry G. Leslie som guvernör och efterträddes 1937 av M. Clifford Townsend. McNutt var USA:s första ambassadör i Filippinerna mellan 1946 och 1947. Innan dess hade han tjänstgjort där före Filippinernas självständighet från USA som presidentens personliga representant, High Commissioner, 1937–1939 och 1945–1946.